# Wijken en buurten in Woensdrecht
De Nederlandse gemeente Woensdrecht is voor statistische doeleinden onderverdeeld in wijken en buurten. De gemeente is verdeeld in de volgende statistische wijken:
- Wijk 00 Hoogerheide en Woensdrecht (CBS-wijkcode:087300)
- Wijk 01 Huijbergen (CBS-wijkcode:087301)
- Wijk 02 Ossendrecht (CBS-wijkcode:087302)
- Wijk 03 Putte (CBS-wijkcode:087303)

Een statistische wijk kan bestaan uit meerdere buurten. Onderstaande tabel geeft de buurtindeling met kentallen volgens het Centraal Bureau voor de Statistiek (2008):
| CBS-buurtcode | Buurtnaam                                    | Inwonertal | Opp. totaal (ha) | Opp. land (ha) | Ligging                |
| ------------- | -------------------------------------------- | ---------- | ---------------- | -------------- | ---------------------- |
| BU08730000    | Hoogerheide                                  | 5860       | 191              | 191            | Locatie in de gemeente |
| BU08730001    | Woensdrecht                                  | 1430       | 94               | 94             | Locatie in de gemeente |
| BU08730002    | Hoogerheide-Noord                            | 2700       | 197              | 197            | Locatie in de gemeente |
| BU08730003    | Industrieterrein De Kooy                     | 50         | 37               | 37             | Locatie in de gemeente |
| BU08730008    | Verspreide huizen Woensdrecht                | 130        | 1365             | 1364           | Locatie in de gemeente |
| BU08730009    | Verspreide huizen Hoogerheide                | 280        | 1442             | 1437           | Locatie in de gemeente |
| BU08730100    | Huijbergen                                   | 1800       | 75               | 75             | Locatie in de gemeente |
| BU08730101    | Eiland                                       | 140        | 28               | 28             | Locatie in de gemeente |
| BU08730108    | Verspreide huizen ten zuiden van Huijbergen  | 90         | 334              | 334            | Locatie in de gemeente |
| BU08730109    | Verspreide huizen ten noorden van Huijbergen | 210        | 627              | 627            | Locatie in de gemeente |
| BU08730200    | Ossendrecht                                  | 4040       | 161              | 161            | Locatie in de gemeente |
| BU08730201    | Calfven                                      | 440        | 182              | 182            | Locatie in de gemeente |
| BU08730208    | Verspreide huizen ten westen van Ossendrecht | 70         | 970              | 968            | Locatie in de gemeente |
| BU08730209    | Verspreide huizen ten oosten van Ossendrecht | 660        | 1644             | 1622           | Locatie in de gemeente |
| BU08730300    | Putte                                        | 3480       | 232              | 232            | Locatie in de gemeente |
| BU08730309    | Verspreide huizen Putte                      | 270        | 1620             | 1619           | Locatie in de gemeente |